# Idnea altana
Idnea altana är en fjärilsart som beskrevs av Walker 1863. Idnea altana ingår i släktet Idnea och familjen mott. Inga underarter finns listade i Catalogue of Life.